# Ait Ichou
Ait Ichou (en àrab آيت إيشو, Āyt Īxxū; en amazic ⴰⵢⵜ ⵉⵛⵛⵓ) és una comuna rural de la província de Khémisset, a la regió de Rabat-Salé-Kenitra, al Marroc. Segons el cens de 2014 tenia una població total de 1.809 persones.